# Вилаурбана
Вилаурба̀на (на италиански: Villaurbana; на сардински: Biddaobràna, Бидаобрана) е село и община в Южна Италия, провинция Ористано, автономен регион и остров Сардиния. Разположено е на 110 m надморска височина. Населението на общината е 1758 души (към 2010 г.).